# ジェイコブ・デシェーザー

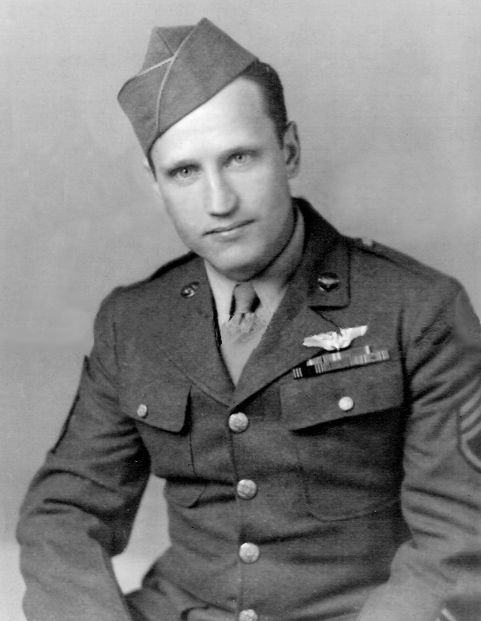
ジェイコブ・デシェーザー(1945年)

ジェイコブ・デシェーザー（Jacob DeShazer, 1912年11月15日 - 2008年3月15日）は、アメリカ合衆国オレゴン州出身の元アメリカ陸軍航空軍の軍曹。ドーリットル空襲に参加したパイロットである。後に宣教師となり日本でキリスト教の伝道を行った。

## 生涯

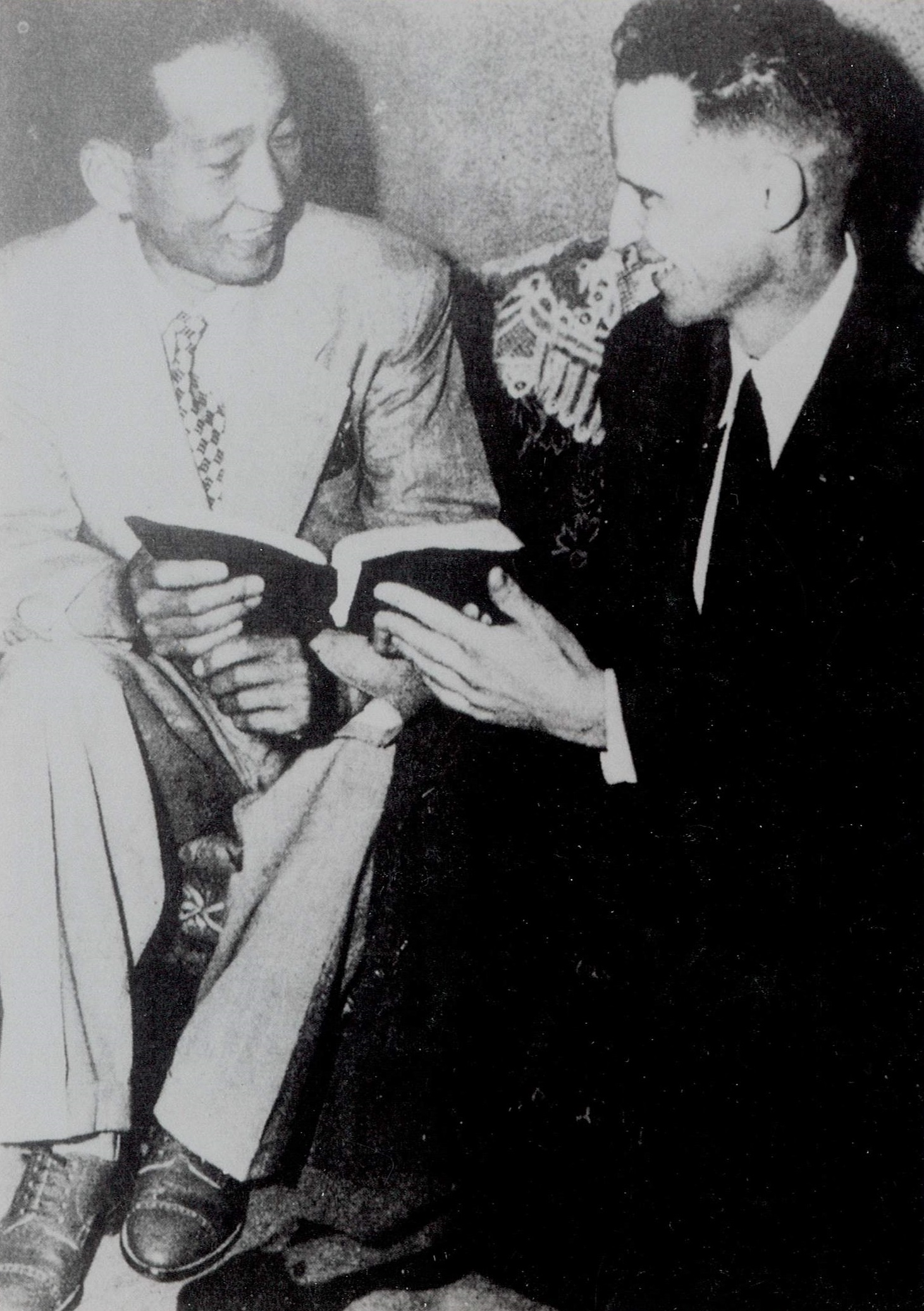
デシェーザーと淵田美津雄との伝道旅行

1942年、ドーリットル中佐の攻撃隊の一員として航空母艦ホーネットから16番機の爆撃手として発艦し、日本本土初空襲に参加する。
中国大陸では乗機が日本軍支配地域に不時着したために日本軍の捕虜になり、60日間尋問と拷問を受ける。その後、上海で戦時国際法違反で裁判が行われ終身禁錮刑をとなり、南京で戦争犯罪人として獄中生活を送る。その時、仲間の1人が病死した際に、葬儀を行うために日本人看守が差し入れた聖書により、キリスト教に回心する。
1945年8月20日に北京で解放された。アメリカへ帰国した後に日本人伝道を志しシアトルパシフィック大学で神学教育を受け、「私は日本の捕虜であった」という日本語のパンフレットを100万部以上日本に送り続けた。
1948年に宣教師として妻フローレンスと共に来日。淵田美津雄と協力し10年間北海道から沖縄まで伝道をする。1977年に本国に帰国し、オレゴン州で伝道を続けた。

## 関連
- NHKスペシャル「ふたりの贖罪〜日本とアメリカ・憎しみを越えて〜」（2016年8月15日放送）[1]